# Борзова, Юлия Владимировна
Ю́лия Влади́мировна Борзо́ва (род. 14 января 1981 года, Янги-Хает) — узбекская гребчиха-байдарочница, выступает за сборную Узбекистана с 2001 года. Участница двух летних Олимпийских игр, неоднократная чемпионка Азии, победительница Азиатских игр, многократная чемпионка национальных первенств.

## Биография
Юлия Борзова родилась 14 января 1981 года в посёлке Янги-Хает, Ташкентская область. Активно заниматься греблей начала в возрасте восьми лет, проходила подготовку под руководством тренеров Т. Маматкуловой и А. Шубина. Первого серьёзного успеха добилась в 2001 году, когда впервые попала в основной состав национальной сборной Узбекистана и побывала на чемпионате мира в польской Познани, где заняла шестое место среди одиночных байдарок на 200 метров и девятое среди двоек на 1000 метров. Год спустя дебютировала на Кубке мира, а затем завоевала золотую и серебряную медали на Азиатских играх в Пусане, на полукилометровой дистанции с четвёркой и одиночкой соответственно. Также выступила на первенстве мира в Севилье, участвовала сразу в трёх дисциплинах, но ни в одной не смогла попасть в число призёров. Ещё через год на мировом чемпионате в американском Гейнсвилле боролась за медали с четырёхместным экипажем на двухсотметровой дистанции, пробилась в финал, но в решающем заплыве была лишь восьмой.
Благодаря череде удачных выступлений удостоилась права защищать честь страны на летних Олимпийских играх 2004 года в Афинах, участвовала в одиночной гонке на 500 метров, однако сумела дойти лишь до полуфинальной стадии. После Олимпиады осталась в основном составе узбекской национальной команды и продолжила ездить на крупнейшие международные соревнования. Так, в 2005 году выиграла несколько медалей на чемпионате Азии в малайзийском городе Путраджая, в том числе одну золотую, четыре серебряные и две бронзовые. В следующем сезоне стала чемпионкой Азиатских игр в Дохе, победив всех соперниц в одиночной программе на полукилометровой дистанции. Помимо этого, выступила на чемпионате мира в венгерском Сегеде, была близка к медалям в гонке одиночек на 200 метров, тем не менее, в конечном счёте пришла к финишу четвёртой.
Далее наступил трёхлетний перерыв в карьере, в 2009 году Борзова вернулась в большой спорт и завоевала пять медалей на азиатском первенстве в Тегеране: два золота, два серебра и одну бронзу. На Азиатских играх в Гуанчжоу поднялась на вторую ступень пьедестала в программе К-4 500 м, позже побывала на мировом чемпионате в Сегеде и на ещё одном чемпионате Азии в Тегеране, где пополнила медальную коллекцию тремя бронзовыми наградами и одной серебряной. По итогам этапов Кубка мира расположилась в общем зачёте лучших байдарочниц на двадцать второй строке. Подтвердив лидерство, в 2012 году прошла отбор на Олимпийские игры в Лондон, представляла страну сразу в двух дисциплинах, в одиночных зачётах на 200 и 500 метров — в обоих случаях дошла до полуфиналов, заняв двадцать четвёртое и двадцать первое места соответственно.
Завоевала серебро в двойке на 500 метров и бронзу в четвёрке на 500 метров на летних Азиатских играх 2018 года, принимала участие в Чемпионате мира 2019 года в Сегеда (Венгрия), заняв 9-е место.
На Азиатских играх в Ханчжоу, которые прошли осенью 2023 года, завоевала бронзу в четвёрках. Борзова завоевала свою седьмую медаль на Азиатских играх спустя 21 год после первой.
Проживает в Ташкенте. Имеет высшее образование, в 2004 году окончила Узбекский государственный институт физической культуры, где обучалась на кафедре плавания и гребли. Её брат Сергей Борзов тоже был довольно известным гребцом, неоднократно проходил отбор в национальную команду и представлял страну на различных престижных соревнованиях.